# 西村碧莉
西村 碧莉（にしむら あおり、2001年7月31日 - ）は、日本のプロスケートボーダー。

## 人物
東京都江戸川区出身。身長160cm。7歳からスケートボードを始め、その後順調に才能が開花し、早くも小学5年生で全国大会に優勝し、プロデビュー。大会などで優勝を繰り返した。一時は左膝前十字靱帯を断裂して手術を受けた。
2020年東京オリンピックでは、開会式前日の練習中にかかとを負傷。その負傷が尾を引き、大会前日の練習では股関節付近、膝などを負傷し、車椅子に乗る程の重傷を負った。しかし、棄権せずに女子ストリートの予選に出場。予選では負傷の原因となったトリックも成功させて決勝に進出した。決勝ではランの1本目で0点台、ベストトリックを5本中4本失敗してしまったことで8位に終わった。
好きなアーティストにGENERATIONS from EXILE TRIBEを挙げている。

## 主な戦歴
- 2017年・日本選手権優勝
- 2017年・Xゲームズ優勝
- 2018年・Xゲームズ2位
- 2019年・世界選手権金メダル

## スポンサー
- 木下グループ
- Coca-Cola
- Nike SB
- Baby-G
- Oakley
- ムラサキスポーツ
- Beats by Dr. Dre
- Deathwish Skateboards
- SHAKE JUNT